# 杜の都 恋物語
『杜の都 恋物語』（もりのみやここいものがたり）とはテレビ朝日系列にて1997年から1999年の12月23日に放送された東日本放送制作のクリスマススペシャルドラマである。

## 放送時間
- 1997年12月23日 15:00〜15:55（JST）
- 1998年12月23日 14:00〜14:55（JST）
- 1999年12月23日 14:00〜14:55（JST）

## 3年間の正式タイトル
- 1997年：杜の都 恋物語〜あの光の君〜
- 1998年：杜の都 恋物語〜春菜17歳の決断〜
- 1999年：杜の都 恋物語〜あなたは私の勇気になった〜

## 出演者
- 1997年：西村和彦・吉野公佳ほか
- 1998年：岡田義徳・山口紗弥加・本多彩子ほか
- 1999年：野村宏伸・細川直美・用稲千春（当時KHBアナウンサー）ほか

## 主題歌
- 1997年：SOMEWHERE IN TIME（中西圭三）
- 1998年：赤い花（山口紗弥加）
- 1999年：LOVE☆WAR（n.i.c.e.）